# Rathmore
Rathmore (iriska: An Ráth Mhór) är en ort i republiken Irland.   Den ligger i grevskapet Ciarraí och provinsen Munster, i den sydvästra delen av landet, 250 km sydväst om huvudstaden Dublin. Rathmore ligger 146 meter över havet och antalet invånare är 778.
Terrängen runt Rathmore är platt norrut, men söderut är den kuperad. Runt Rathmore är det glesbefolkat, med 11 invånare per kvadratkilometer. Närmaste större samhälle är Millstreet, 10,4 km öster om Rathmore. Trakten runt Rathmore består i huvudsak av gräsmarker.